# Medaile Za osvobození Prahy
Medaile Za osvobození Prahy (rusky Медаль «За освобождение Праги») byla sovětská medaile za tažení založená roku 1945. Udílena byla účastníkům pražské ofenzívy.

## Historie
Medaile Za osvobození Prahy byla založena výnosem prezidia Nejvyššího sovětu Sovětského svazu dne 9. června 1945. Autory vzhledu medaile jsou výtvarníci A. I. Kuzněcov a Skoržinskaja. Dne 31. srpna 1945 byla doplněna Vyhláška o postupu při předávání medaile.
Celkem bylo uděleno přibližně 400 070 těchto medailí. Toto vyznamenání se udílelo až do zániku Sovětského svazu v roce 1991. Mezi oceněnými bylo i 40 tisíc občanů Československa.

## Pravidla udílení
Vyznamenáni mohli být příslušníci Rudé armády, námořnictva a NKVD, kteří se podíleli na osvobození Prahy ve dnech 3. až 9. května 1945. Udělena byla také organizátorům a velitelům těchto vojenských operací. Udílena byla jménem prezidia Nejvyššího sovětu SSSR na základě dokumentů, které potvrzovaly bezprostřední účast v bojích o osvobození Prahy. Tyto dokumenty mohly být vydány velitelem jednotky či velitelem vojenského zdravotnického zařízení.
Medaile se nosí nalevo na hrudi. V přítomnosti dalších sovětských vyznamenání se nosí za medailí Za osvobození Varšavy. Pokud se nosí s vyznamenáními Ruské federace, pak mají ruská vyznamenání přednost.

## Popis medaile
Medaile kulatého tvaru o průměru 32 mm je vyrobena z mosazi. Tloušťka medaile je 2,5 mm. Na přední straně je v horní části půlkruhový nápis v cyrilici ЗА ОСВОБОЖДЕНИЕ (za osvobození). Pod tímto nápisem uprostřed medaile je slovo ПРАГИ (Prahy). V dolní části medaile jsou dvě vavřínové větvičky, které jsou spojeny pěticípou hvězdou. Mezi větvičkami je stylizovaný východ slunce. Na zadní straně je datum osvobození Prahy 9 мая 1945 (9. květen 1945). Všechny nápisy i motivy, stejně jako okraj medaile jsou vystouplé.
Medaile je připojena pomocí jednoduchého kroužku ke kovové destičce ve tvaru pětiúhelníku potažené hedvábnou stuhou z moaré. Stuha široká 24 mm je fialové barvy. Uprostřed stuhy je tmavě modrý proužek široký 8 mm.